# Stuart Shaw
Stuart Shaw (* 19. November 1977) ist ein australischer Radrennfahrer.
Stuart Shaw begann seine Karriere 2005 bei dem Continental Team MG XPower-BigPond. In seinem ersten Jahr gewann er jeweils eine Etappe bei der Tour of Gippsland, bei der Tour of Tasmania und bei der Tour of the Murray River. Seit 2006 fährt er für das Professional Continental Team Drapac Porsche. In seiner ersten Saison dort war er auf einem Teilstück der Tour of Wellington und auf zwei Etappen der Tour de Korea erfolgreich. Im nächsten Jahr gewann er eine Etappe bei der Canberra Tour und eine Etappe und die Gesamtwertung bei der Tour of Perth.

## Erfolge
2006
- eine Etappe Tour of Wellington
- zwei Etappen Tour de Korea

2007
- Gesamtwertung Tour of Perth

2009
- eine Etappe Tour de Gironde

2010
- eine Etappe Tour de Langkawi

## Teams
- 2005 MG XPower-BigPond
- 2006 Drapac Porsche
- 2007 Drapac-Porsche Development Program
- 2008 Drapac-Porsche Development Program
- 2009 Drapac Porsche Cycling
- 2010 Drapac Porsche Cycling
- 2011 Drapac
- 2012 Drapac Cycling

- 2014 UnitedHealthcare Professional Cycling Team
- 2015 UnitedHealthcare Professional Cycling Team

| Personendaten    | Personendaten               |
| ---------------- | --------------------------- |
| NAME             | Shaw, Stuart                |
| KURZBESCHREIBUNG | australischer Radrennfahrer |
| GEBURTSDATUM     | 19. November 1977           |